# Maurupt-le-Montois
Maurupt-le-Montois – miejscowość i gmina we Francji, w regionie Grand Est, w departamencie Marna.
Według danych na rok 1990 gminę zamieszkiwało 605 osób, a gęstość zaludnienia wynosiła 33 osób/km².